# Charli M. Sakari
Charli M. Sakari (* in Springfield) ist Astronomin und Assistant Professor an der San Francisco State University.
Sie promovierte im Jahr 2014 mit dem Thema Chemical Abundances of Local Group Globular Clusters an der University of Victoria. Sakari forscht auf dem Gebiet der extragalaktischen Astronomie, der Kosmologie der näheren Umgebung und der galaktischen Archäologie. Sie ist die Autorin eines im Jahr 2019 erschienenen Buches über Kugelsternhaufen in der Andromedagalaxie. In dem gleichen Jahr nahm sie auch die Professur an.